# Pseudocyclosorus lushuiensis
Pseudocyclosorus lushuiensis är en kärrbräkenväxtart som beskrevs av Y. X. Lin. Pseudocyclosorus lushuiensis ingår i släktet Pseudocyclosorus och familjen Thelypteridaceae. Inga underarter finns listade.